# Werner Schlegel (Schriftsteller)
Werner Schlegel (* 15. Januar 1951 in Ansbach, Bayern) ist ein deutscher Schriftsteller.

## Leben
Schlegel begann mit 16 erste Artikel für eine heimische Lokalzeitung zu schreiben. Nach einem wildbewegten Jugendleben wurde er 1974 wegen „Mitgliedschaft in einer terroristischen Vereinigung“ zur Fahndung ausgeschrieben und im Februar 1975 in Zürich mit dem Chef der Schweizer „Gruppe Bändlistraße“ verhaftet. Nach seiner Auslieferung an die Bundesrepublik beteiligte er sich an zwei Hungerstreiks der RAF. Im Oktober 1977 (Deutscher Herbst) unterlag er deshalb der Kontaktsperre, deren Anwendung auf ihn und drei weitere Gefangene jedoch später vom Bundesgerichtshof für rechtswidrig erklärt wurde.
Aus der Haft heraus kam Schlegel zu ersten literarischen Veröffentlichungen, zunächst politische Lyrik in bekannten Literaturzeitschriften wie die horen, dann drei eigene Lyrikbände. Neben Peter-Paul Zahl zählte er rasch zu den bekanntesten Knastautoren der 1970er Jahre.
Nach seiner Haftentlassung arbeitete er zunächst als Zeitschriftenredakteur und freier Journalist, u. a. für Zeitschriften wie Stern, Die Zeit und den Hörfunk (u. a. WDR). In den 90er Jahren gab er als Autor und Mitherausgeber mehrere literarische Anthologien im Essener ARKA-Verlag heraus und publizierte Sachbücher wie „Frauen denken anders“ mit seiner Ehefrau Marit Rullmann. Er lebt seit 1994 in Gelsenkirchen und trat ab 1999 auch als Kabarettist und Satiriker mit eigenen Bühnenvorstellungen („KabaRead-Programm“) auf. Er ist Autor der 2005 erschienenen Biografie von Kelly Trump, die ihm ihre Erlebnisse als Ex-Pornostar auf Band sprach. Von 2006 bis 2015 leitete er an der VHS Marl die seit 1980 existierende älteste Literarische Werkstatt Deutschlands.
Seit 1981 Mitglied im Verband deutscher Schriftsteller und Schriftstellerinnen (VS) gehört er dessen erweitertem NRW-Landesvorstand an.

## Werke
- Die Sympathisanten. Lyrik u. Kurzprosa. IVA-Verlag, Tübingen 1979, ISBN 3-88266-014-7.
- Nur jetzt kein Aufsehen! Artikel, Kritiken, Briefe. Mit einem Beitrag von Dirk Bubel. Verlag Roter Funke, Bremen 1980, ISBN 3-88516-005-6.
- mit U.Strater (Hrsg.) Wie wir am besten in Öl baden und uns dabei wohl fühlen. ARKA-Verlag. Essen
- Streiflichter - aus geschichte u. Gegenwart des Ev. Kirchenkreises Essen-Nord. ISBN 3-921982-41-3. Pfungstadt 1992.
- Dornrösia und andere moderne Märchen und Sagen. ARKA-Verlag, Essen 1994, ISBN 3-929219-02-6.
- Frauen denken anders. (mit M. Rullmann) Suhrkamp, Frankfurt am Main 2000, ISBN 3-518-39654-4.
- Kelly Trump. Ein Star packt aus. Beluga New Media, Herten 2005, ISBN 3-938152-07-9 (auch als Hörbuch, 4 CDs)
- Der ganz normale Wahnsinn – 10 Leersätze aus einem unnormalen Autorenleben. Hör-CD, Beluga New Media, Herten 2005, ISBN 3-938152-03-6.
- mit U. Brack und I. Harlammert (Hrsg.): 2010 – Texte aus drei Dekaden – Literarische Werkstatt Marl. Universitätsverlag Brockmeyer, Bochum 2010, ISBN 978-3-8196-0750-9.
- als Hrsg.und Autor: Wenn's am schönsten ist... – 35 Jahre Lit. Werkstatt Marl. Universitätsverlag Brockmeyer, Bochum 2015, ISBN 978-3-8196-1021-9.
- Denken, um zu leben (mit M. Rullmann) Marix Verlag. Wiesbaden 2018. ISBN 978-3-7374-1087-8

Kabarettprogramme
- „Ich denke, also spinn' ich!“
- „Hiebe deinen Nächsten!“
- „Der ganz normale Wahnsinn – 10 Leersätze aus einem unnormalen Autorenleben“

## Pressestimmen
„Noch gilt er als Geheimtip: Ob der Wahl-Gelsenkirchener in einer Emil-Parodie als Politikerberater Meier–Hülimann mit Schäuble, Schröder und Kohl telefoniert oder als FUNTLSAT-Reporter mal eben trendy-easy-happy den flexibelsten Arbeitnehmer des Jahres interviewt – dem Publikum ist meist gar nicht bewußt, daß es eine gekonnte Gratwanderung zwischen schauspielerischer Lesung und gespielten Kabarettnummern erlebt. Wenn seine diversen Figuren in verschiedenen Dialekten über den „genormten Mann“ an sich oder das Thema „Ausländer raus“ referieren, ist nur noch Lachen angesagt.“ – MARABO
„Schlegel steht heute mehr oder minder allein auf weiter Flur. Kabarett wie er es bietet sieht man selten. Unverhohlen setzt er der Gesellschaft den Spiegel vor... Mit der flachen Comedy, die zu Häuf auf den Bühnen zu sehen ist, hat sein Programm nichts zu tun.“ – GENIUS
„Der Mann hat Mut. Gewerkschaften, die schöne neue Medienwelt oder ,doitsche‘ Rassisten hat Schlegel als Ziel seiner bissigen Satire auserkoren. Der Künstler erwies sich dabei nicht nur als scharfsinniger Beobachter des real existierenden Schwachsinns, sondern brachte sein kleinen Geschichten mit feinen schauspielerischen Nuancen auf die Bühne.“ – Westdeutsche Allgemeine Zeitung